# Høje-Tåstrups kommun
Høje-Tåstrups kommun (off. Høje-Taastrup Kommune) är en kommun i Region Hovedstaden på Själland. Kommunen är en västlig förortskommun till Köpenhamn. Tåstrup (även Taastrup) är centralort. Kommunens storlek blev inte påverkad vid kommunreformen 2007.
Kommunen planerades av den danske arkitekten Claus Bonderup år 1978 och var det första stora postmodernistiska projektet i Danmark. Förebilden var 1920-talets Fredericia. Kommunen har inte nått den popularitet som planerats, då många åker till City 2 för att handla och tillbringa sin fritid. Bland kritiken nämns en alltför homogen arkitektur och att City 2 fick monopol på handel. Bonderup säger dock att Høje-Tåstrups kommer att nå den planerade framgången inom 50 år.[källa behövs]

## Tätorter
- Hedehusene (inklusive Fløng)
- Tåstrup (inklusive Høje-Tåstrup)
- Reerslev
- Sengeløse
- Vridsløsemagle

## Vänorter
- Oldenburg, Tyskland
- Spotorno, Italien
- Valmiera, Lettland
- Qeqertarsuaq, Grönland
- Ängelholm, Sverige